# Partido Socialdemócrata de Alemania
El Partido Socialdemócrata de Alemania (en alemán: Sozialdemokratische Partei Deutschlands, pronunciado /zoˈtsi̯aːldemoˌkʁaːtɪʃə paʁˌtaɪ ˈdɔʏtʃlants/, o por sus siglas SPD, pronunciado /ɛspeːˈdeː/ (escucharⓘ)) es un partido político alemán de centroizquierda y de ideología socialdemócrata y progresista. Es uno de los partidos políticos más importantes de Alemania, así como uno de los más antiguos del mundo.
El SPD se remonta a dos organizaciones: la Asociación General de Trabajadores de Alemania, fundada en 1863 por Ferdinand Lasalle, considerado uno de los fundadores del movimiento socialdemócrata, y el Partido Socialdemócrata Obrero de Alemania, fundado en 1869. Ambos fusionaron en 1875 para crear el Partido Socialista Obrero de Alemania (SAPD), que en 1890 cambiaría su nombre por el que tiene actualmente, Partido Socialdemócrata de Alemania (SPD).  Desde 1890 ha quedado en primer o segundo lugar en todos los procesos electorales realizados en el país (exceptuando los períodos en los que Alemania fue un estado de partido único, como el régimen nazi o la República Democrática Alemana en el este del país durante la Guerra Fría). Ocupó la primera presidencia de la República de Weimar y, tras la Segunda Guerra Mundial, cuatro socialdemócratas han ocupado la cancillería de Alemania, formando parte del Gobierno en numerosas ocasiones.
Desde mayo de 2025, el SPD es socio de coalición de la Unión Demócrata Cristiana en el gobierno del canciller Friedrich Merz. Es socio de Gobierno en cuatro Länder y preside el Gobierno estatal en siete de ellos.

## Ideología
El SPD afirma tener sus raíces ideológicas en el judaísmo, el cristianismo, el humanismo, la Ilustración, el análisis social marxista y la experiencia histórica del movimiento obrero.
El SPD, fundado como un partido obrero de ideología marxista, se convirtió a lo largo de su historia en un partido socialdemócrata moderado de gran alcance popular. Su actual programa, decidido en el congreso de Hamburgo de 2007, define el objetivo de gobernar a través de la «mayoría solidaria» de la población. Reafirma el «socialismo democrático» como la «visión de una sociedad libre, justa y solidaria».
Uno de los valores políticos centrales del partido es la justicia social. Defiende un fortalecimiento de la economía social de mercado y la justa distribución de sus beneficios para fomentar el bienestar del total de la población. Para mantener un estado del bienestar fuerte en el futuro, el SPD hace hincapié en una política fiscal equilibrada que no perjudique a generaciones futuras. 
En cuanto a la política social, el SPD defiende una ampliación de los derechos civiles, una apertura de la sociedad y un fomento de la participación política de los ciudadanos. En política exterior, busca el fortalecimiento de la paz en el mundo a través de un equilibrio de intereses. Además, quiere influir en el desarrollo de la globalización a través de la política democrática. El SPD defiende la intensificación de la integración europea y también la ampliación de la UE.
Dentro del SPD, existen diferentes alas organizadas en grupos o foros informales. Mientras los socialdemócratas más izquierdistas se organizan en el «Foro Izquierda Democrática 21» y en la «Izquierda Democrática», el ala moderada del partido se reúne en el «Círculo de Seeheim» y el «Foro Centro de Núremberg». Además, durante los últimos años, varios dirigentes jóvenes se reunieron en la «Red de Berlín» criticando la partición tradicional en alas. Desde 2003, la piedra de toque entre las alas han sido las reformas socioeconómicas conocidas como Agenda 2010, inducidas por el entonces canciller Gerhard Schröder. Mientras el «Círculo de Seeheim» defiende estas reformas sin fisuras, los socialdemócratas más izquierdistas las critican, ya que, según ellos, ponen en peligro el perfil del partido.

## Historia

### De la fundación al final de la Primera Guerra Mundial (1875-1918)

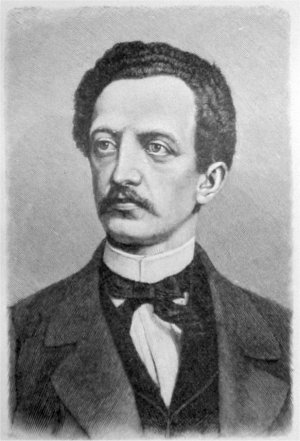
Ferdinand Lassalle.

El primer antecedente del Partido Socialdemócrata de Alemania se encuentra en la fundación, en el 23 de mayo de 1863, de la Asociación General de Trabajadores de Alemania (Allgemeiner Deutscher Arbeiterverein en alemán, ADAV, la primera organización obrera alemana) por parte de Ferdinand Lassalle. Se trata de una organización socialista de carácter reformista, en la que no participaban los marxistas alemanes.

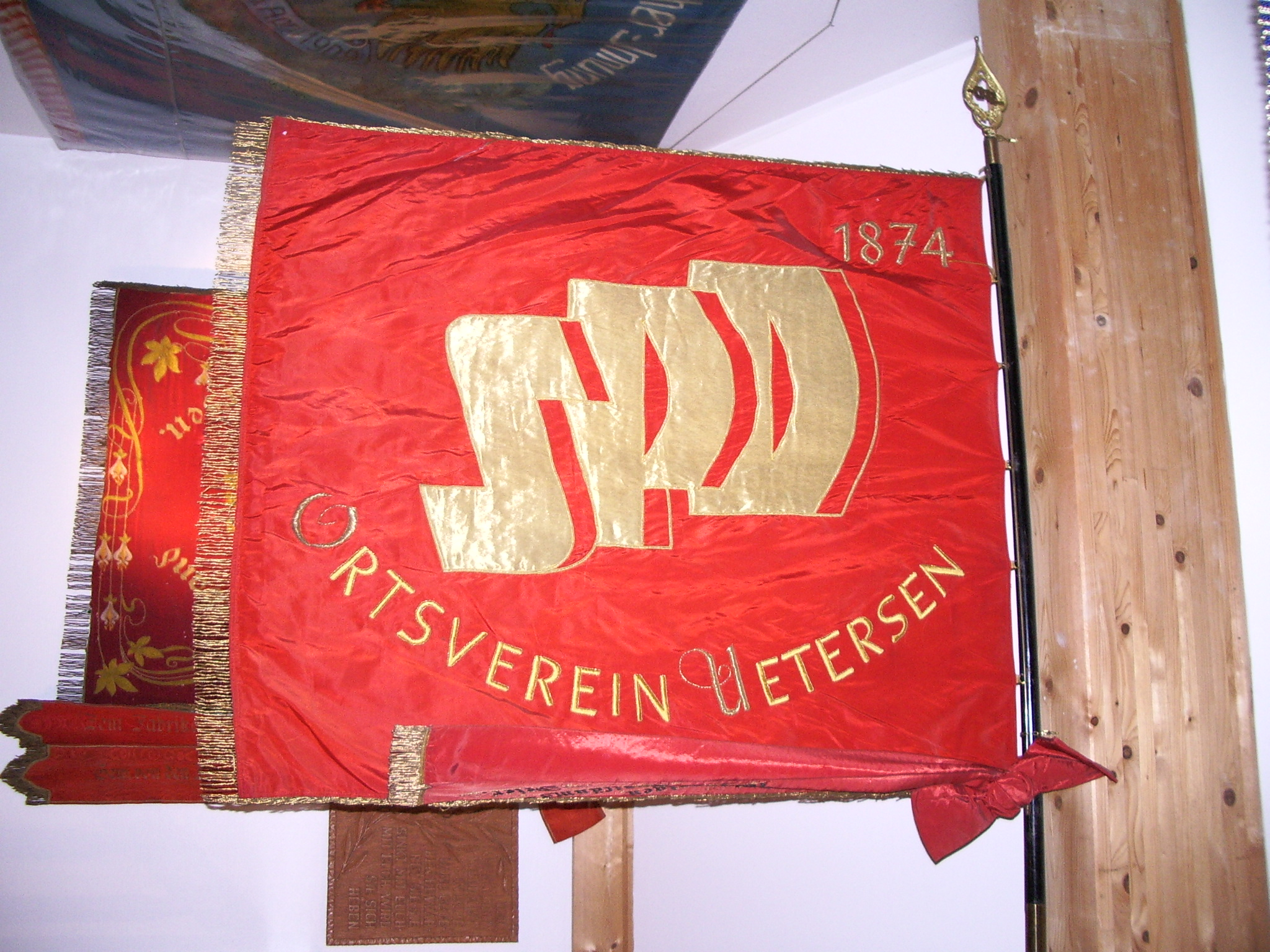
Logo del SPD de 1874.

El año siguiente se fundó la Asociación Internacional de Trabajadores (AIT, o Primera Internacional), y en 1868 se celebraba en Núremberg el Congreso de Asociaciones Culturales Obreras de Alemania, cuyas organizaciones participantes se adhirieron a la Internacional, y en 1869 se celebraba el Congreso constituyente del Partido Obrero Socialdemócrata de Alemania (Sozialdemokratische Arbeiterpartei Deutschlands, en alemán, SDAP). El nuevo partido obrero, liderado por Wilhelm Liebknecht y afín al marxismo, adoptó en aquel congreso el llamado Programa de Eisenach (por la ciudad en que se celebró), en el que se definía el partido como la sección alemana de la AIT y se exigía, entre otras cosas, la separación entre Iglesia y Estado, el sufragio universal masculino, la sustitución del ejército imperial por una milicia popular, la abolición del trabajo infantil y el establecimiento de una jornada normal de trabajo, el desarrollo de un modelo fiscal progresivo y el respaldo estatal al cooperativismo.
En 1875, en el Congreso de Gotha, se produjo la unificación de la asociación lassalleana con los eisenachianos en el nuevo Partido Socialista Obrero de Alemania (Sozialistische Arbeiterpartei Deutschlands, SAPD). El SAPD adoptó como primer programa el llamado Programa de Gotha, que recibió duras críticas de Marx y Engels por incorporar demasiadas concesiones ideológicas a la teoría política lassalleana. En 1890 adoptó el nombre actual.
Otto von Bismarck puso el partido fuera de la ley en 1878 por sus posturas revolucionarias y por su republicanismo, aunque el partido siguió presentando candidatos, como independientes, a las elecciones, convirtiéndose en el principal partido de Alemania. En 1890 fue legalizado de nuevo, contando en ese año, en las elecciones federales, con 1.4 millones de votos que le dieron treinta y cinco diputados en el Reichstag. Además contaba con diecinueve diarios y cuarenta y un semanarios, entre ellos su órgano teórico Die Neue Zeit (1883-1923; seis mil ejemplares). En 1905 contaba con cuatrocientos mil afiliados. En 1912 se convirtió en la primera fuerza del Parlamento alemán con ciento diez diputados de cuatrocientos nueve.
En el congreso de 1891 el SPD reemplazó el Programa de Gotha con el Programa de Erfurt, elaborado por Karl Kautsky, Eduard Bernstein y August Bebel, en un sentido revolucionario más radical que el anterior. Sin embargo, el partido asume que la transformación socialista de la sociedad debe ser efectuada por un gobierno legitimado por unas elecciones democráticas.
Durante la Primera Guerra Mundial apoyó la participación de Alemania en la guerra, lo que supuso la salida del partido, en 1917, de su ala izquierda, que formó el Partido Socialdemócrata Independiente de Alemania (USPD), y de la Liga Espartaquista. Esta última dio origen al Partido Comunista de Alemania (KPD) en 1918.

### República de Weimar (1919-1933)

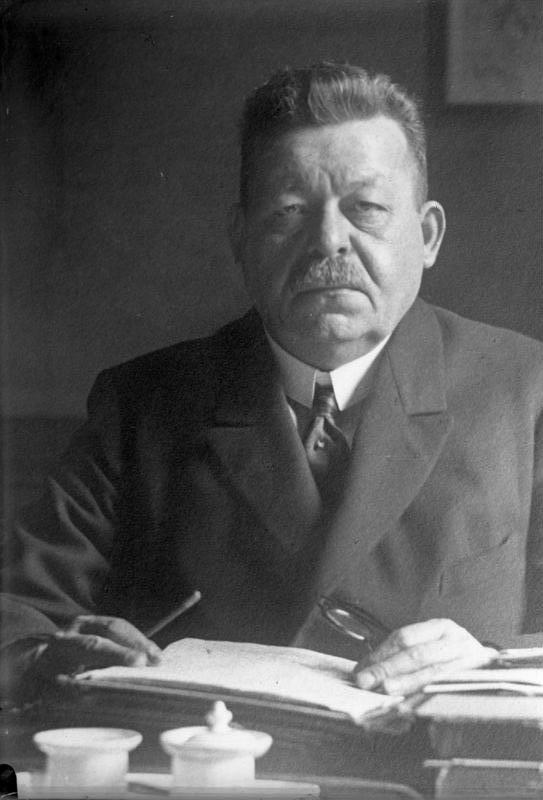
Friedrich Ebert, primer Presidente de Alemania.

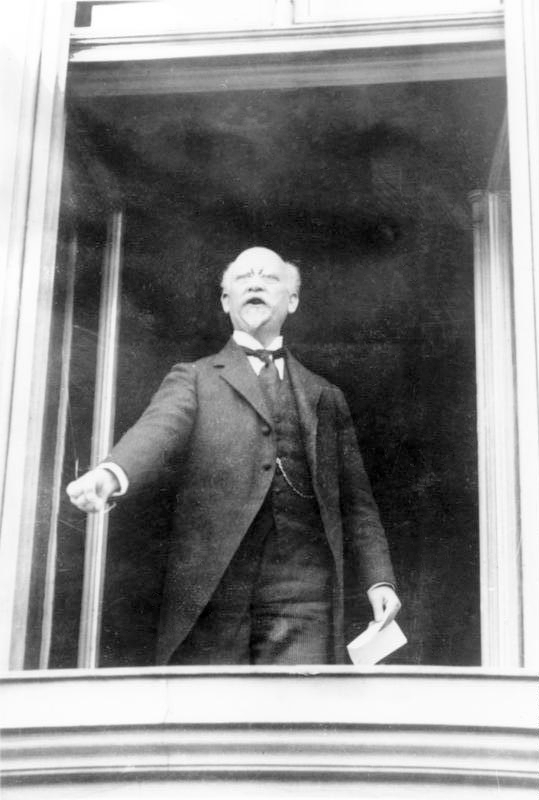
Philipp Scheidemann proclama la República de Weimar desde una ventana del edificio de la cancillería

Tras la caída del emperador Guillermo II en 1918, el SPD se convirtió en uno de los pilares de la República de Weimar, la Primera República alemana. Junto con el USPD, formó el «Consejo de los Encargados del Pueblo», un órgano de índole revolucionario que abrió el camino a la elección de la Asamblea Constituyente en 1919. En estas elecciones, el SPD fue el partido más votado (con el 37.9 % de los votos) y formó la llamada «coalición de Weimar» con el Partido de Centro y el Partido Democrático Alemán. Esta coalición (que en total reunió más del 75 % de votos) elaboró la constitución republicana y formó los primeros gabinetes. El primer canciller de la República fue el socialdemócrata Philipp Scheidemann; en las elecciones presidenciales de 1919, el también socialdemócrata Friedrich Ebert se convirtió en el primer presidente de Alemania elegido democráticamente, cargo que ostentó hasta su muerte en 1925.
Sin embargo, muy pronto los tres partidos comenzaron a sufrir derrotas electorales, lo cual supuso la ruptura de la coalición de Weimar y la salida del SPD del gobierno. En 1922, el USPD se reintegró en el SPD, aunque muchos de sus miembros también dejaron el partido para afiliarse al KPD. A partir de este momento, el SPD ya sólo participaba esporádicamente en los gabinetes de la república, aunque sí en el gobierno de varios estados federados, como el de Prusia.
Entre 1928 y 1930 el SPD volvió a liderar una coalición de gobierno a escala nacional: la «gran coalición» bajo el canciller Hermann Müller, en la que participaban prácticamente todos los partidos democráticos alemanes de este momento y que resultó siendo el gabinete más duradero de la república de Weimar. Sin embargo, las diferencias entre los partidos sobre la reacción a la crisis económica mundial finalmente llevaron a que el SPD abandonara la coalición, provocando la ruptura del último gobierno basado en una mayoría parlamentaria de la República de Weimar.

### Nazismo y Segunda Guerra Mundial (1933-1945)
El 23 de marzo de 1933, en la Ópera de Kroll, nueva sede del Reichstag, se presentó la Ley habilitante de 1933. Aunque la ley inutilizaba al Reichstag, no tocaba los poderes del Presidente. En la histórica ocasión, Hitler realizó un discurso moderado, asegurando que la ley sería utilizada en limitados casos. Sin embargo, Otto Wels, el líder socialdemócrata, le respondió:

Nosotros [...] nos comprometemos en esta hora histórica a los principios de humanidad y justicia, de libertad y socialismo. Ninguna ley habilitante puede darte el poder de destruir ideas que son eternas e indestructibles.
Otto Wels

Sin embargo, todo el Reichstag, excepto los 84 socialdemócratas, votaron a favor de la ley. Los centristas habían sido atraídos por Hitler, luego de que les prometiera que el presidente podría vetar todas las leyes del Canciller, mientras que los diputados comunistas habían sido detenidos y enviados a campos de concentración. Al final de la sesión, los diputados socialdemócratas empezaron a cantar «Deutschland, Deutschland, über alles», mientras lloraban. Tras esto, Hitler se hizo con mayores poderes que le permitieron gobernar sin contar con el parlamento o la constitución. La actividad del partido se redujo, aunque inicialmente Hitler no prohibió al partido. Esto cambió cuando el 22 de junio de 1933 el partido fue prohibido por las autoridades nacionalsocialistas bajo la acusación de ser un enemigo del Estado alemán; las sedes del SPD fueron clausuradas, sus bienes confiscados por el Estado y unos tres mil trabajadores o militantes del partido fueron detenidos.
El SPD estableció su sede general en el exilio, primero en Praga y luego en París y Londres.

### División de Alemania (1949-1990)

#### En laRepública Federal de Alemania

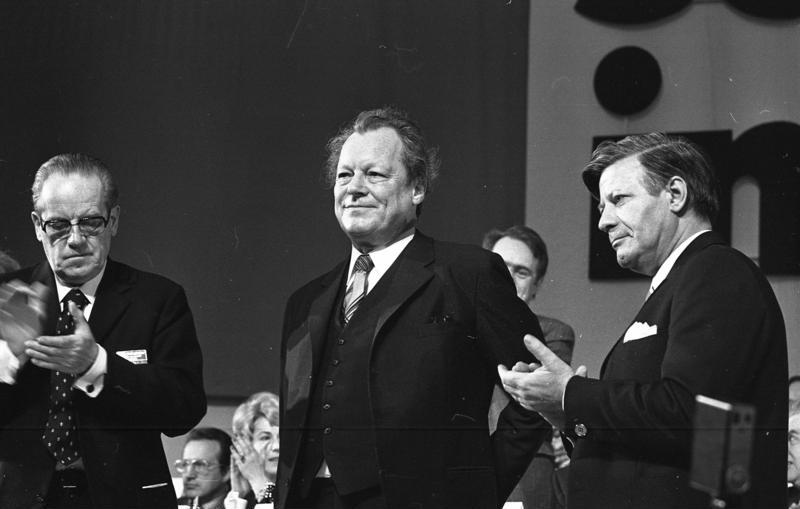
Willy Brandt y Helmut Schmidt en una convención del SPD en 1973.

Tras el fin de la Segunda Guerra Mundial el SPD volvió a la normalidad en la Alemania Occidental. En el Programa de Godesberg de 1959 el partido abandonó oficialmente el concepto de lucha de clases y los principios marxistas y, tras un período en el que se opuso a la entrada en la OTAN, se convirtió en uno de sus principales valedores.
Durante los primeros dos decenios de la República Federal, el SPD consiguió mejorar sus resultados electorales en cada elección federal. En 1966, después de que los liberales (FDP) rompieran su pacto de gobierno con la Unión Demócrata Cristiana (CDU), el SPD entró en el gobierno federal con esta última, formando la primera «gran coalición» bajo el canciller Kurt Georg Kiesinger (CDU).
En 1969, el SPD abandonó esta coalición y formó gobierno con el FDP, siendo elegido canciller el socialdemócrata Willy Brandt. Durante los próximos años, el gobierno social-liberal impulsó la llamada Ostpolitik («política del Este»), estableciendo relaciones diplomáticas con los Estados de la Europa Oriental y buscando un acercamiento a la RDA. Esto hizo posible que, en 1973, los dos Estados alemanes entraran en la ONU. En 1974, Willy Brandt dimitió y le sucedió Helmut Schmidt, quien gobernó hasta 1982.
En 1982, el FDP apoyó una moción de censura promovida por la CDU, con lo cual el SPD volvió a pasar a la oposición.

#### En laRepública Democrática Alemana
En la Alemania Oriental se unificaron el Partido Socialdemócrata y el Partido Comunista de Alemania para dar paso al Partido Socialista Unificado de Alemania, que gobernó la RDA como parte del Frente Nacional de Alemania Democrática durante casi toda su existencia. Poco tiempo antes de la reunificación alemana el Partido Socialista Unificado se convirtió en el Partido del Socialismo Democrático y se volvió a crear como tal el Partido Socialdemócrata, afiliado con su par occidental.

### Desde la reunificación (1990)

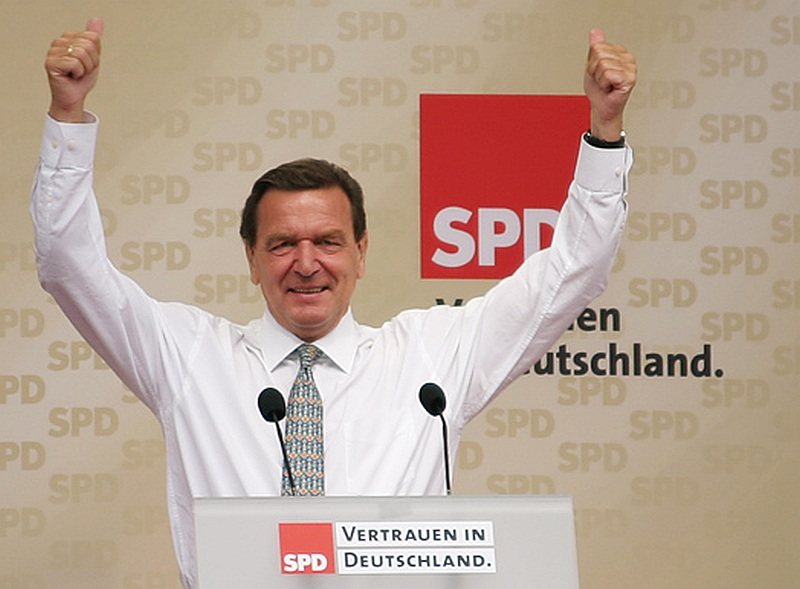
Gerhard Schröder, Canciller de Alemania entre 1998 y 2005.

Bajo el liderato de Gerhard Schröder, venció en las elecciones de septiembre de 1998 y volvió al gobierno en coalición con Los Verdes. Sin embargo, las medidas económicas aplicadas por el Gobierno a partir de 2003 (la llamada Agenda 2010), consideradas neoliberales por el ala izquierda del partido, provocaron un fuerte descontento en sus bases, que habían ido disminuyendo desde un millón de militantes en 1976 a 775 000 en 1998 y 600 000 en marzo de 2005.
En enero de 2005 una parte del ala izquierda abandonó el partido para formar Trabajo y Justicia Social – La Alternativa Electoral (WASG), a la que se unió Oskar Lafontaine, antiguo presidente del SPD. Posteriormente la WASG y el PDS fundaron Die Linke (La Izquierda), un nuevo partido socialista. En las elecciones federales del 18 de septiembre de 2005 el SPD consiguió el 34.2 % de los votos y 222 escaños en el Bundestag, por detrás de la coalición conservadora CDU-CSU. Estos tres partidos formaron un gobierno de coalición bajo el liderato de Angela Merkel (CDU), con el líder socialdemócrata Franz Müntefering como Vicecanciller y ministro de Trabajo y Asuntos Sociales. Después de la retirada provisional de Franz Müntefering de la vida política en 2007, la vicecancillería fue asumida por el ministro de Asuntos Exteriores, Frank-Walter Steinmeier, también del SPD.

## Situación actual

### A nivel federal

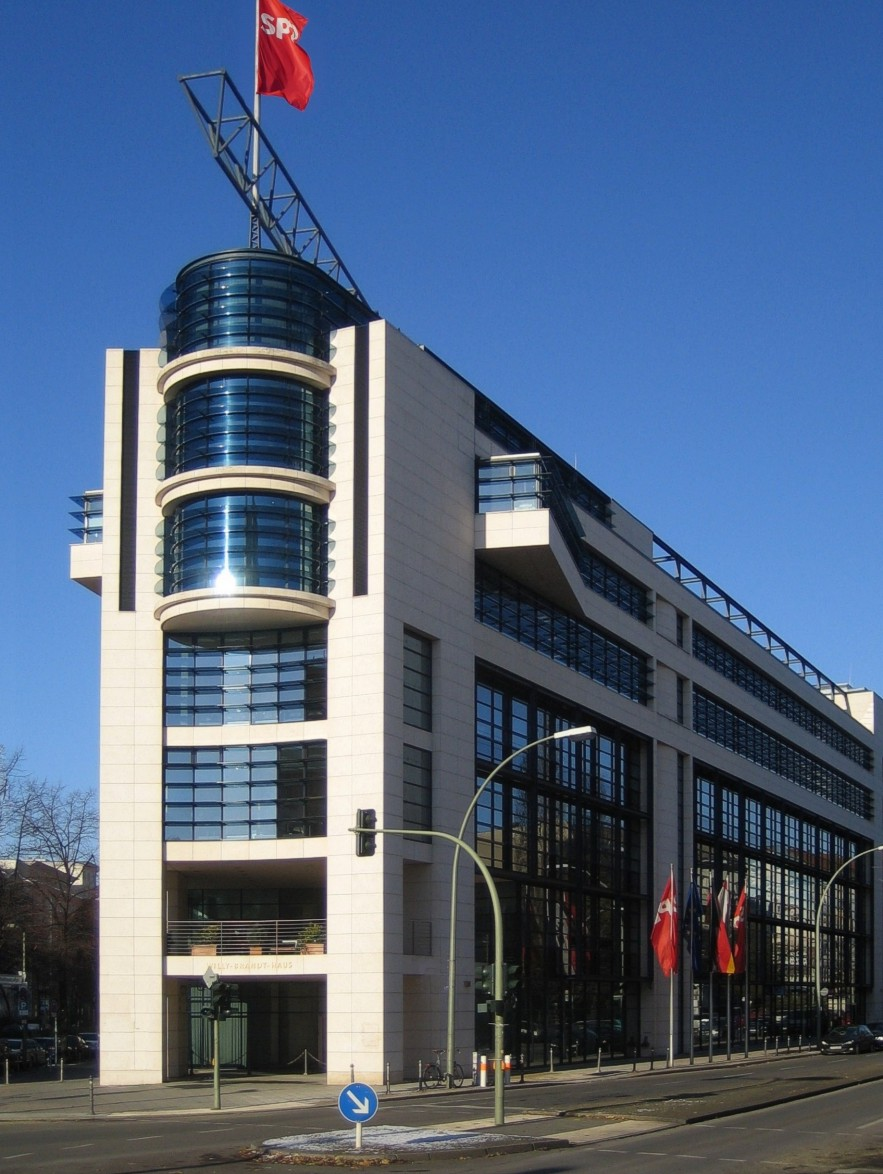
Casa Willy Brandt en Berlín, sede central del SPD.

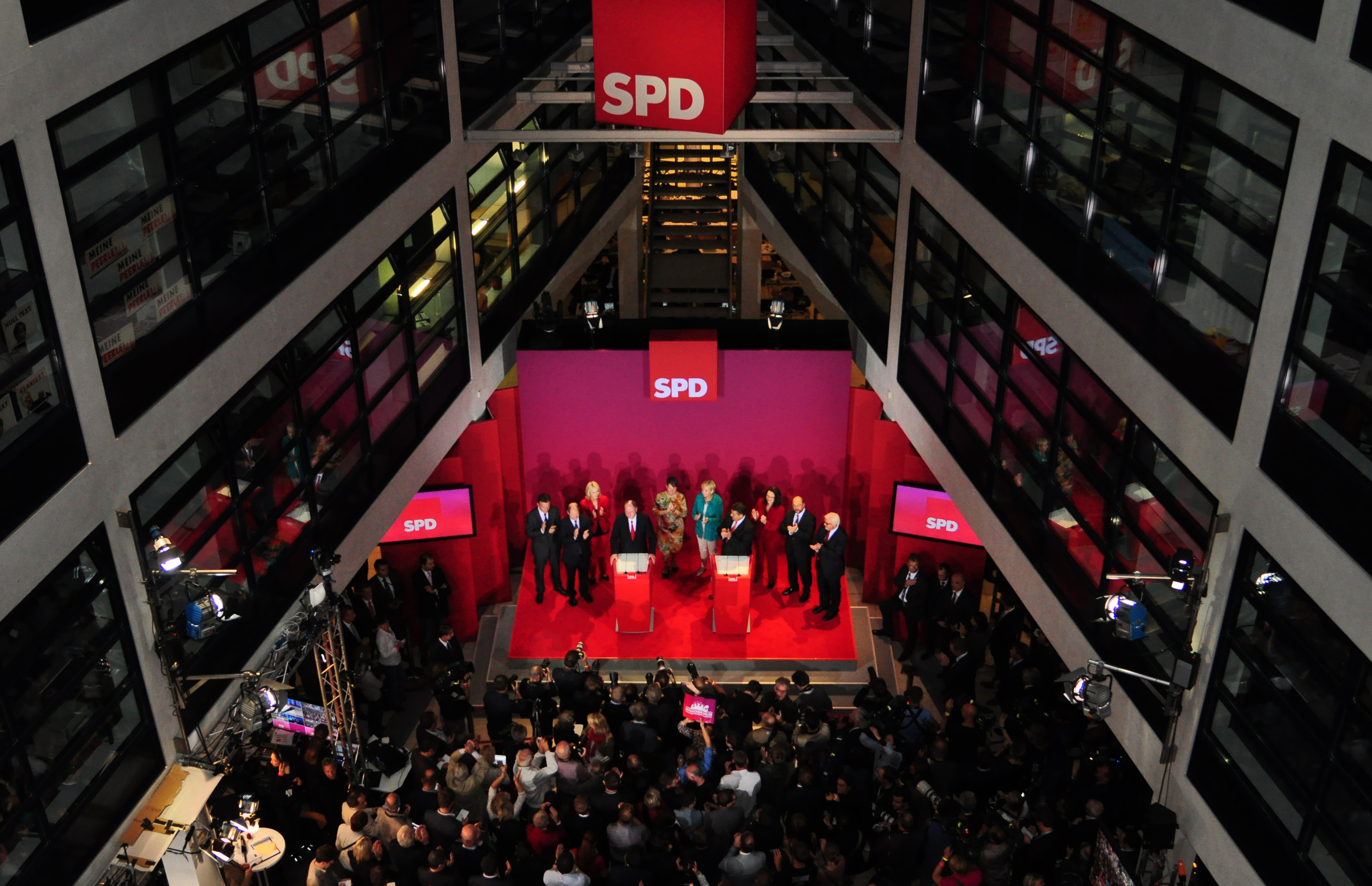
Zona habitual dentro de la sede central donde los líderes del SPD ofrecen conferencias. Aquí se ve cuando Peer Steinbrück reconoce la victoria de Angela Merkel en las Elecciones federales de Alemania de 2013.

A causa del rechazo de las bases a las políticas económicas y sociales del Gobierno de Gerhard Schröder, el SPD sufre desde 2003 una profunda crisis interna, que se manifestó en una serie de elecciones perdidas y en un cierto fulanismo en la presidencia del partido. Así, en 2004, Gerhard Schröder renunció como líder del partido (aunque no como canciller federal), sucediéndole Franz Müntefering, entonces portavoz del grupo parlamentario del SPD. Después de la derrota en las elecciones federales de 2005, Müntefering también abdicó, dejando el cargo en manos de Matthias Platzeck, primer ministro de Brandemburgo. En abril de 2006, también dimitió Platzeck, aduciendo problemas de salud por el estrés del cargo. Su sucesor fue Kurt Beck, primer ministro de Renania-Palatinado, que renunció al cargo el 7 de septiembre de 2008. En octubre de 2008, un congreso extraordinario volvió a elegir a Franz Müntefering como presidente del SPD.
Hacia 2008, los sondeos de opinión mostraban una mala situación para los socialdemócratas (20 %-25 % de los votos) lo que señalaba que el apoyo para el SPD era cada vez inferior mientras que aumentaba la intención de voto para el partido de La Izquierda. A esto se sumaba la falta de liderazgo dentro del partido: la popularidad de Kurt Beck se desplomó después de que, tras haber dicho que el SPD no pactaría jamás con La Izquierda, anunciara un acuerdo que toleraba un gobierno socialdemócrata con la formación izquierdista en Hesse (un acuerdo que fracasó finalmente por el rechazo de miembros del grupo parlamentario del SPD en este estado federado). Además, la fuga de militantes llevó a que, en julio de 2008, por primera vez en su historia el SPD tuviera menos afiliados que la CDU. 
Esta situación se confirmó en las elecciones alemanas de 2009, donde el SPD presentó como candidato a la cancillería federal a Frank-Walter Steinmeier, por entonces vicecanciller y ministro de Asuntos Exteriores. Los socialdemócratas sufrieron allí un verdadero colapso electoral al alcanzar apenas el 23 % del voto popular, más de once puntos por debajo de la elección de 2005 y 17 % menos que en 1998. Por su parte, la unión conservadora CDU-CSU logró el 33.8 % del apoyo popular, el Partido Liberal un 14.9 %, el Partido de La Izquierda el 12.1 % y Los Verdes un 10.2 %. Estos resultados, que ratificaron el liderazgo de la canciller democristiana Angela Merkel, permitieron a la CDU-CSU dar por finalizada la «gran coalición» con los socialdemócratas e iniciar un nuevo período de gobierno, esta vez estrictamente de derechas, junto a su aliado natural, el Partido Liberal de Guido Westerwelle, que asumió las funciones de Steinmeier como vicecanciller y ministro de Exteriores. Por primera vez desde 1998, el SPD pasó a la oposición. Todo esto llevó a pensar que el Partido Socialdemócrata de Alemania se encontraba en una difícil situación que podía causar que el SPD dejara de ser un partido de masas.
Durante 2012, no obstante, la situación política alemana concedió esperanzas para el SPD. La crisis económica que afectaba a la eurozona, y algunas discrepancias en la alianza conservadora de gobierno, produjeron cierto desgaste en los dos partidos al comando en Berlín. Esto se pudo apreciar directamente en los sucesivos comicios regionales en los «lands» alemanes, donde hubo fuertes retrocesos tanto para los democristianos de Merkel como para los liberales. En los comicios de mayo de 2012 en el importante estado federado de Renania del Norte-Westfalia, el más grande y populoso de Alemania, el SPD —que había recuperado el estado dos años antes de manos de los conservadores— arrasó con el 39 % de los votos, contra el 26 % de la CDU. La debacle en esa elección significó un duro golpe para Merkel, y ratificó la mayoría de la opositora coalición de socialdemócratas y verdes en el Bundesrat, la Cámara Alta del Parlamento alemán. A raíz de estos resultados, una importante porción de la opinión pública creyó que la coalición de gobierno de centro-derecha llegaría con incertidumbre a los comicios generales de 2013. Sin embargo esto no se concretó ya que en las elecciones federales de 2013, la CDU obtuvo más del 41 % de los votos y, al formar una coalición con el mismo SPD (25 %), Merkel se mantuvo como canciller. Como socio de coalición minoritario en el Gobierno Merkel III, el SPD ocupó seis cargos ministeriales en el gabinete (entre ellos el de Vicecanciller, por Sigmar Gabriel).
En las elecciones federales de 2017 el SPD presentó a su nuevo presidente Martin Schulz como candidato a Canciller, pero obtuvo el peor resultado de su historia con un 20.5 %. El partido inicialmente decidió pasar a la oposición, pero posteriormente llegó a un acuerdo con la CDU/CSU para formar nuevamente una gran coalición. El SPD ocupó la vicecancillería y seis cargos ministeriales en el Gobierno Merkel IV.
En las elecciones federales de 2021, el SPD obtuvo la victoria con un 25.7 % de los votos. Tras llegar a un acuerdo de coalición con Alianza 90/Los Verdes y el Partido Democrático Libre (FDP), el SPD llegó al gobierno bajo el canciller Olaf Scholz.

### En losBundesländer

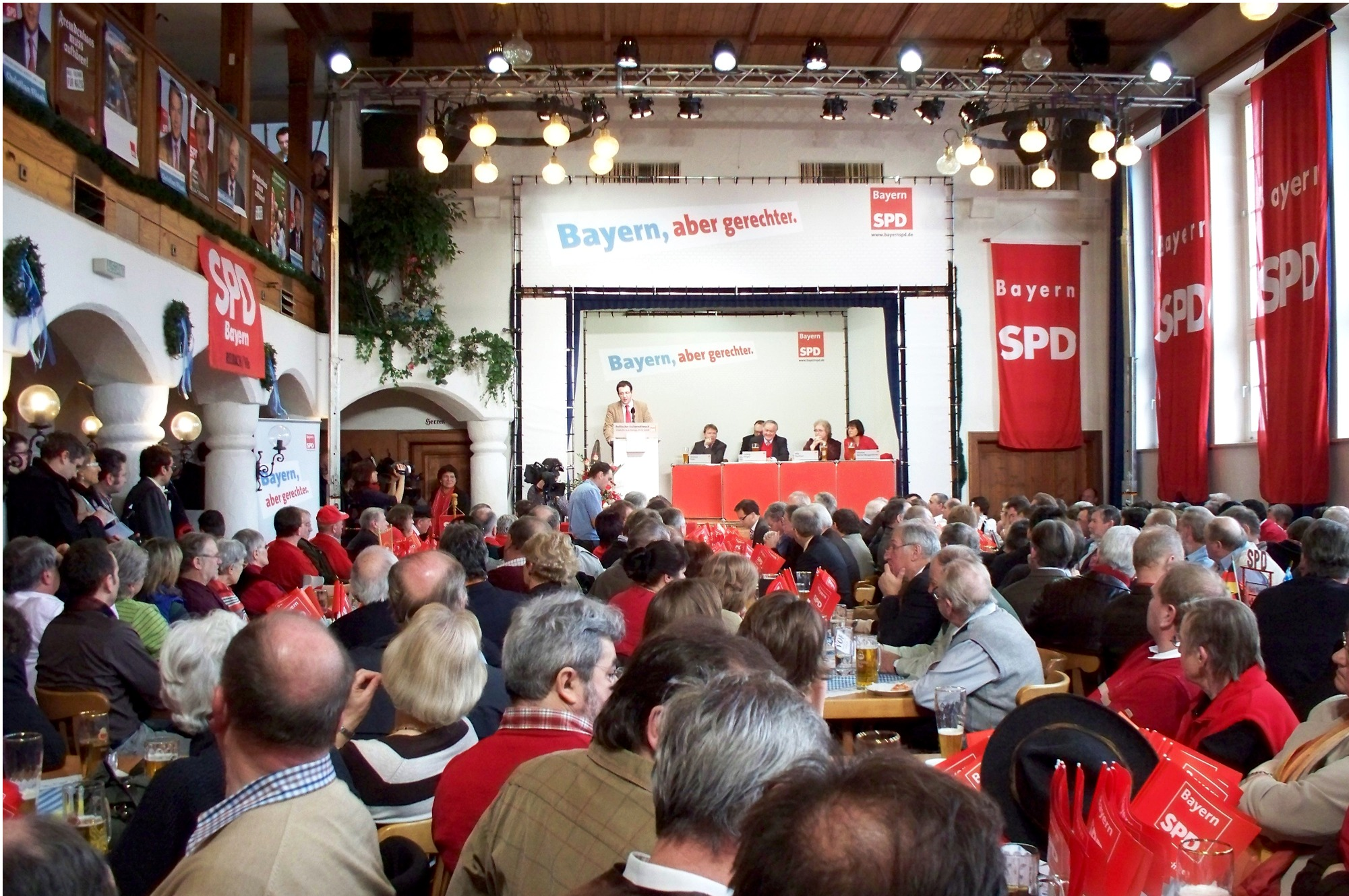
Asamblea política del SPD de Baviera para las elecciones estatales.

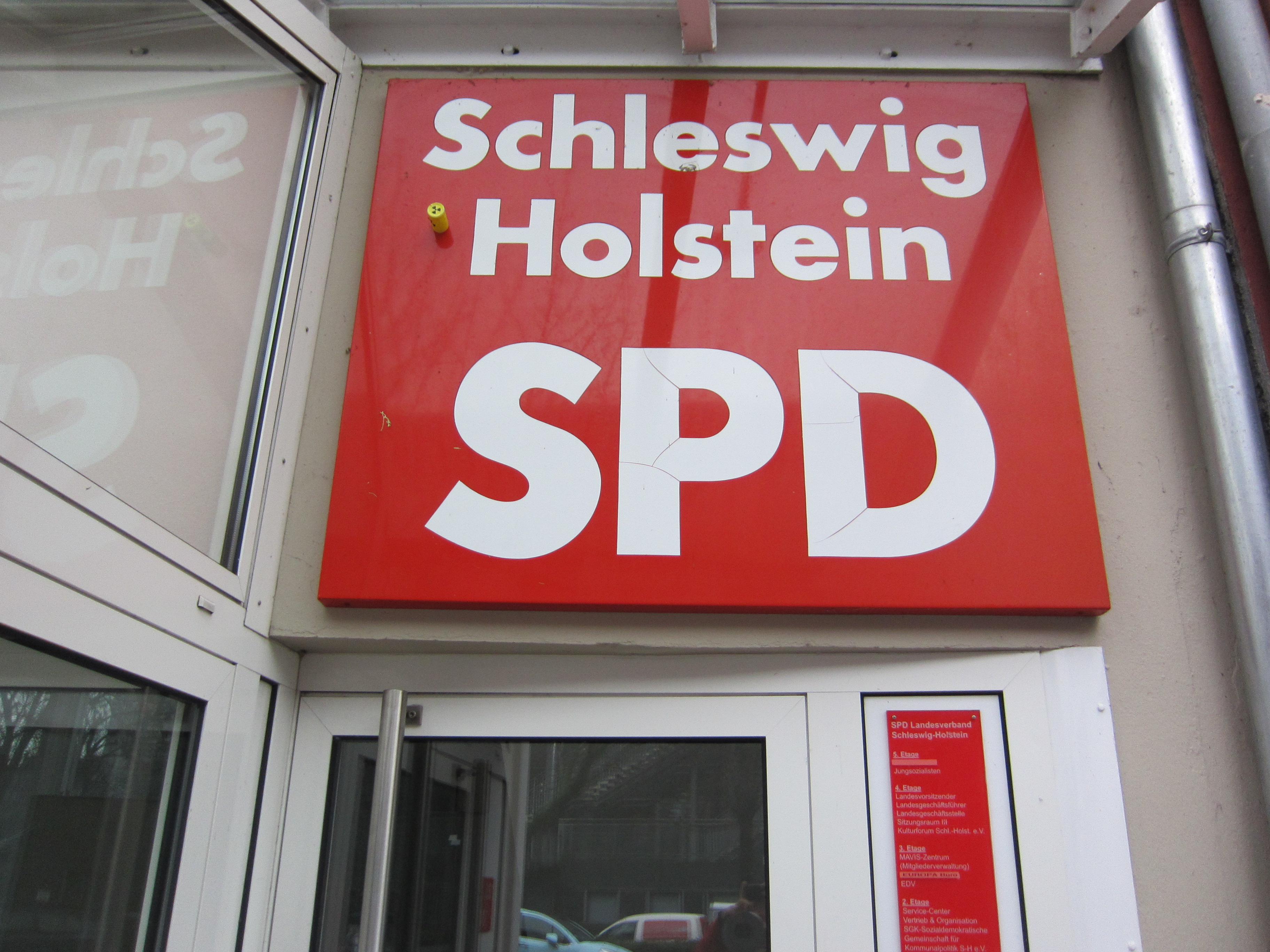
Sede del SPD en el estado alemán de Schleswig-Holstein.

En los estados federados, la crisis del partido se reflejó en la pérdida de varias elecciones, entre ellas la de Renania del Norte-Westfalia en 2005, algo que no había sucedido desde 1966.

Representación del SPD en los parlamentos regionales.
Miembro del parlamento. Presidiendo el gobierno.
Miembro del parlamento. En el gobierno.
Miembro del parlamento. En la oposición.

Sin embargo, en las últimas elecciones regionales de 2007 y 2008, se notó una cierta tendencia al alza, debida, ante todo, a la bonanza económica del país y a la mejora de la situación fiscal. Esta le permitió al SPD volver a girar a la izquierda y exigir medidas populares como un aumento de la ayuda a personas mayores desempleadas o la introducción de un salario mínimo. Así, el SPD pudo ampliar su mayoría en las elecciones de Bremen (2007) y romper las mayorías absolutas que había tenido la CDU en Hesse y Hamburgo (2008). No obstante, el rechazo a un pacto de gobierno o de tolerancia con La Izquierda llevó a que el SPD siguiera en la oposición tanto en Hesse como en Hamburgo. La tendencia alcista del SPD se ratificó en las elecciones regionales de Renania del Norte-Westfalia de 2010, donde los socialdemócratas alcanzaron el 34.5 % de los votos y quedaron apenas dos décimas porcentuales por debajo de la CDU, que con su 34.7 % perdió casi diez puntos respecto de los comicios de 2005 en ese estado. El desplome de los liberales al 6.5 % puso fin a la coalición de gobierno democristiana-liberal en Renania-Westfalia, y abrió nuevas opciones a la centro-izquierda, a partir de la gran elección de Los Verdes que duplicaron su porcentaje y obtuvieron más del 12 % de los sufragios. A partir de estos resultados, y tras fallidas negociaciones con los liberales y el Partido de La Izquierda, el SPD conformó un gobierno en minoría en alianza con Los Verdes, consagrando como jefa del gobierno regional a la socialdemócrata Hannelore Kraft, líder del SPD de Renania del Norte-Westfalia.
La coalición de minoría rojiverde de Renania, y el SPD en particular, recibieron un fuerte espaldarazo en mayo de 2012, cuando se celebraron elecciones anticipadas en el Estado producto de la falta de apoyo parlamentario al Presupuesto enviado por Kraft a finales de 2011. Producto de una buena gestión local, un amplio carisma por parte de la líder socialdemócrata, y un desgaste del gobierno federal de democristianos y liberales, el SPD logró el 39 % de los votos, y consiguió sumado al 11.3 % de Los Verdes, una amplia mayoría para seguir gobernando el Estado. La debacle de la CDU (26.2 %) constituyó uno más de los reveses electorales para el partido de la canciller Merkel en las sucesivas elecciones en los lands alemanes, dejando un interrogante respecto de si dicho retroceso de los conservadores, se podría reproducir en los comicios federales de 2013. 
| Parlamento Regional               | Última elección | Votos     | %         | Escaños | +/–         | Estatus                                        |
| --------------------------------- | --------------- | --------- | --------- | ------- | ----------- | ---------------------------------------------- |
| Baden-Württemberg                 | 2021            | 535 489   | 11.0 (#3) | 19/154  | Sin cambios | Oposición                                      |
| Baviera                           | 2023            | 1 140 753 | 8.4 (#5)  | 17/203  | 5           | Oposición                                      |
| Berlín                            | 2023            | 279 017   | 18.4 (#2) | 34/159  | 2           | Gobierno con CDU                               |
| Brandeburgo                       | 2024            | 463 678   | 30.9 (#1) | 32/88   | 7           | Gobierno con BSW                               |
| Bremen                            | 2023            | 376 007   | 29.8 (#1) | 27/84   | 4           | Gobierno con Alianza 90/Los Verdes y Die Linke |
| Hamburgo                          | 2025            | 1 447 097 | 33.5 (#1) | 45/121  | 9           | Gobierno con Alianza 90/Los Verdes             |
| Hesse                             | 2023            | 424 587   | 15.1 (#3) | 23/133  | 6           | Gobierno con CDU                               |
| Baja Sajonia                      | 2022            | 1 211 418 | 33.4 (#1) | 57/146  | 2           | Gobierno con Alianza 90/Los Verdes             |
| Mecklemburgo-Pomerania Occidental | 2021            | 361 769   | 39.6 (#1) | 34/79   | 8           | Gobierno con Die Linke                         |
| Renania del Norte-Westfalia       | 2022            | 1 905 002 | 26.7 (#2) | 56/195  | 13          | Oposición                                      |
| Renania-Palatinado                | 2021            | 690 962   | 35 7 (#1) | 39/101  | Sin cambios | Gobierno con Alianza 90/Los Verdes y Liberales |
| Sarre                             | 2022            | 196 801   | 43.5 (#1) | 29/51   | 12          | Gobierno en mayoría                            |
| Sajonia                           | 2024            | 172 002   | 7.3 (#4)  | 10/120  | Sin cambios | Gobierno con CDU y Alianza 90/Los Verdes       |
| Sajonia-Anhalt                    | 2021            | 89 475    | 8.4 (#4)  | 9/97    | 2           | Gobierno con CDU y Liberales                   |
| Schleswig-Holstein                | 2022            | 221 496   | 16.0 (#3) | 12/69   | 9           | Oposición                                      |
| Turingia                          | 2024            | 73 088    | 6.0 (#5)  | 6/88    | 2           | Gobierno con CDU y BSW                         |

## Resultados electorales

### Elecciones al Reichstag (II Reich)
|  | 9.14 % |

|  | 7.59 % |

|  | 6.12 % |

|  | 9.71 % |

|  | 10.12 % |

|  | 19.75 % |

|  | 23.28 % |

|  | 27.18 % |

|  | 31.71 % |

|  | 28.94 % |

|  | 34.82 % |

a Respecto al resultado del SDAP

### Elecciones al Reichstag (República de Weimar)
|  | 37.86 % |

|  | 21.92 % |

|  | 20.52 % |

|  | 26.02 % |

|  | 29.76 % |

|  | 24.53 % |

|  | 21.58 % |

|  | 20.43 % |

|  | 18.25 % |

### Elecciones al Bundestag

Resultados del SPD en las elecciones federales entre 1949 y 2021

| Elecciones federales de Alemania |                 |       |            |         |     |                         |                                   |
| Año                              | Votos (lista)   | %     | Diferencia | Escaños | +/- | Candidato               | Resultado                         |
| 1949                             | 6 934 975 (#2)  | 29.22 |            | 131/402 |     | Kurt Schumacher         | Oposición                         |
| 1953                             | 7 944 943 (#2)  | 28.84 | 0.4 %      | 162/509 | 26  | Erich Ollenhauer        | Oposición                         |
| 1957                             | 9 495 571 (#2)  | 31.75 | 4.0 %      | 181/519 | 19  | Erich Ollenhauer        | Oposición                         |
| 1961                             | 11 427 355 (#2) | 36.22 | 4.4 %      | 203/521 | 22  | Willy Brandt            | Oposición                         |
| 1965                             | 12 813 186 (#2) | 39.28 | 3.1 %      | 217/518 | 14  | Willy Brandt            | Oposición (1965/66)               |
| 1965                             | 12 813 186 (#2) | 39.28 | 3.1 %      | 217/518 | 14  | Willy Brandt            | Gobierno con CDU/CSU (desde 1966) |
| 1969                             | 14 065 716 (#2) | 42.67 | 3.4 %      | 237/518 | 20  | Willy Brandt            | Gobierno con el FDP               |
| 1972                             | 17 175 169 (#1) | 45.85 | 2.1 %      | 242/518 | 5   | Willy Brandt            | Gobierno con el FDP               |
| 1976                             | 16 099 019 (#2) | 42.56 | 2.2 %      | 224/518 | 18  | Helmut Schmidt          | Gobierno con el FDP               |
| 1980                             | 16 260 677 (#2) | 42.86 | 0.3 %      | 228/519 | 4   | Helmut Schmidt          | Gobierno con el FDP (1980/82)     |
| 1980                             | 16 260 677 (#2) | 42.86 | 0.3 %      | 228/519 | 4   | Helmut Schmidt          | Oposición (desde 1982)            |
| 1983                             | 14.865.807 (#2) | 38.18 | 4.7 %      | 202/520 | 26  | Hans-Jochen Vogel       | Oposición                         |
| 1987                             | 14 025 763 (#2) | 37.04 | 1.2 %      | 193/519 | 9   | Johannes Rau            | Oposición                         |
| 1990                             | 15 545 366 (#2) | 33.46 | 3.5 %      | 239/662 | 46  | Oskar Lafontaine        | Oposición                         |
| 1994                             | 17 140 354 (#2) | 36.39 | 2.9 %      | 252/672 | 13  | Rudolf Scharping        | Oposición                         |
| 1998                             | 20 181 269 (#1) | 40.93 | 4.5 %      | 298/669 | 46  | Gerhard Schröder        | Gobierno con B'90/Grüne           |
| 2002                             | 18 488 668 (#1) | 38.52 | 2.4 %      | 251/603 | 47  | Gerhard Schröder        | Gobierno con B'90/Grüne           |
| 2005                             | 16 194 665 (#2) | 34.25 | 4.3 %      | 222/614 | 29  | Gerhard Schröder        | Gobierno con CDU/CSU              |
| 2009                             | 9 990 488 (#2)  | 23.03 | 11.2 %     | 146/622 | 76  | Frank-Walter Steinmeier | Oposición                         |
| 2013                             | 11 252 215 (#2) | 25.73 | 2.7 %      | 193/631 | 46  | Peer Steinbrück         | Gobierno con CDU/CSU              |
| 2017                             | 9 539 381 (#2)  | 20.51 | 5.2 %      | 153/709 | 40  | Martin Schulz           | Gobierno con CDU/CSU              |
| 2021                             | 11 955 434 (#1) | 25.74 | 5.2 %      | 206/736 | 53  | Olaf Scholz             | Gobierno con los B'90/Grüne y FDP |
| 2025                             | 11 955 434 (#3) | 16.41 | 9.3 %      | 120/630 | 86  | Olaf Scholz             | Gobierno con CDU/CSU              |

### Elecciones al Parlamento Europeo
| Año  | Votos      | %         | # de escaños obtenidos | +/– |
| ---- | ---------- | --------- | ---------------------- | --- |
| 1979 | 11 370 045 | 40.8 (#1) | 33/81                  |     |
| 1984 | 9 296 417  | 37.4 (#2) | 32/81                  | 1   |
| 1989 | 10 525 728 | 37.3 (#1) | 30/81                  | 2   |
| 1994 | 11 389 697 | 32.2 (#1) | 40/99                  | 10  |
| 1999 | 8 307 085  | 30.7 (#2) | 33/99                  | 7   |
| 2004 | 5 547 971  | 21.5 (#2) | 23/99                  | 10  |
| 2009 | 5 472 566  | 20.8 (#2) | 23/99                  | 0   |
| 2014 | 7 999 955  | 27.2 (#2) | 27/96                  | 4   |
| 2019 | 5 914 953  | 15.8 (#3) | 16/96                  | 11  |
| 2024 | 5 551 545  | 13.9 (#3) | 14/96                  | 2   |

## Presidentes
- Paul Singer, Alwin Gerisch, 1890‑1892.
- August Bebel, Paul Singer, 1892‑1911.
- August Bebel, Hugo Haase, 1911‑1913.
- Friedrich Ebert, Hugo Haase 1913‑1916.
- Friedrich Ebert, 1916‑1917.
- Friedrich Ebert, Philipp Scheidemann, 1917‑1919.
- Hermann Müller, Otto Wels, 1919‑1922.
- Hermann Müller, Otto Wels, Arthur Crispien, 1922‑1928.
- Otto Wels, Arthur Crispien, 1928‑1931.
- Otto Wels, Arthur Crispien, Hans Vogel, 1931‑1933.
- Otto Wels, Hans Vogel, 1933‑1939.
- Hans Vogel, 1939‑1945.

| Alemania Occidental           | Alemania Occidental     | Alemania Occidental                | Alemania Occidental                | Alemania Occidental                | Alemania Occidental        | | Alemania Oriental | Alemania Oriental | Alemania Oriental | Alemania Oriental | Alemania Oriental | Alemania Oriental         |
| Presidente/a                  | Presidente/a            | Presidente/a                       | Inicio del mandato                 | Fin del mandato                    | Duración del mandato       | Presidente/a | Presidente/a | Presidente/a | Inicio del mandato | Fin del mandato | Duración del mandato |                           |
| ----------------------------- | ----------------------- | ---------------------------------- | ---------------------------------- | ---------------------------------- | -------------------------- | --- | --- | --- | --- | --- | --- | ------------------------- |
|                               |                         |                                    |                                    |                                    |                            | 1.º | | Otto Grotewohl | 15 de junio de 1945 | 22 de abril de 1946 | 10 meses y 7 días |                           |
| 1.º                           |                         | Kurt Schumacher                    | 11 de mayo de 1946                 | 20 de agosto de 1952               | 6 años, 3 meses y 9 días   | Puesto suprimido dado que el SPD oriental pasó a fusionarse en el Partido Socialista Unificado de Alemania (SED). En 1989 se refunda bajo el nombre de Partido Socialdemócrata en la RDA. | Puesto suprimido dado que el SPD oriental pasó a fusionarse en el Partido Socialista Unificado de Alemania (SED). En 1989 se refunda bajo el nombre de Partido Socialdemócrata en la RDA. | Puesto suprimido dado que el SPD oriental pasó a fusionarse en el Partido Socialista Unificado de Alemania (SED). En 1989 se refunda bajo el nombre de Partido Socialdemócrata en la RDA. | Puesto suprimido dado que el SPD oriental pasó a fusionarse en el Partido Socialista Unificado de Alemania (SED). En 1989 se refunda bajo el nombre de Partido Socialdemócrata en la RDA. | Puesto suprimido dado que el SPD oriental pasó a fusionarse en el Partido Socialista Unificado de Alemania (SED). En 1989 se refunda bajo el nombre de Partido Socialdemócrata en la RDA. | Puesto suprimido dado que el SPD oriental pasó a fusionarse en el Partido Socialista Unificado de Alemania (SED). En 1989 se refunda bajo el nombre de Partido Socialdemócrata en la RDA. |                           |
| 2.º                           |                         | Erich Ollenhauer                   | 27 de septiembre de 1952           | 14 de diciembre de 1963            | 11 años, 2 meses y 17 días | Puesto suprimido dado que el SPD oriental pasó a fusionarse en el Partido Socialista Unificado de Alemania (SED). En 1989 se refunda bajo el nombre de Partido Socialdemócrata en la RDA. | Puesto suprimido dado que el SPD oriental pasó a fusionarse en el Partido Socialista Unificado de Alemania (SED). En 1989 se refunda bajo el nombre de Partido Socialdemócrata en la RDA. | Puesto suprimido dado que el SPD oriental pasó a fusionarse en el Partido Socialista Unificado de Alemania (SED). En 1989 se refunda bajo el nombre de Partido Socialdemócrata en la RDA. | Puesto suprimido dado que el SPD oriental pasó a fusionarse en el Partido Socialista Unificado de Alemania (SED). En 1989 se refunda bajo el nombre de Partido Socialdemócrata en la RDA. | Puesto suprimido dado que el SPD oriental pasó a fusionarse en el Partido Socialista Unificado de Alemania (SED). En 1989 se refunda bajo el nombre de Partido Socialdemócrata en la RDA. | Puesto suprimido dado que el SPD oriental pasó a fusionarse en el Partido Socialista Unificado de Alemania (SED). En 1989 se refunda bajo el nombre de Partido Socialdemócrata en la RDA. |                           |
| 3.º                           |                         | Willy Brandt                       | 16 de febrero de 1964              | 14 de junio de 1987                | 23 años y 4 meses          | Puesto suprimido dado que el SPD oriental pasó a fusionarse en el Partido Socialista Unificado de Alemania (SED). En 1989 se refunda bajo el nombre de Partido Socialdemócrata en la RDA. | Puesto suprimido dado que el SPD oriental pasó a fusionarse en el Partido Socialista Unificado de Alemania (SED). En 1989 se refunda bajo el nombre de Partido Socialdemócrata en la RDA. | Puesto suprimido dado que el SPD oriental pasó a fusionarse en el Partido Socialista Unificado de Alemania (SED). En 1989 se refunda bajo el nombre de Partido Socialdemócrata en la RDA. | Puesto suprimido dado que el SPD oriental pasó a fusionarse en el Partido Socialista Unificado de Alemania (SED). En 1989 se refunda bajo el nombre de Partido Socialdemócrata en la RDA. | Puesto suprimido dado que el SPD oriental pasó a fusionarse en el Partido Socialista Unificado de Alemania (SED). En 1989 se refunda bajo el nombre de Partido Socialdemócrata en la RDA. | Puesto suprimido dado que el SPD oriental pasó a fusionarse en el Partido Socialista Unificado de Alemania (SED). En 1989 se refunda bajo el nombre de Partido Socialdemócrata en la RDA. |                           |
| 4.º                           |                         | Hans-Jochen Vogel                  | 14 de junio de 1987                | 27 de septiembre de 1990           | 3 años, 3 meses y 13 días  | 2.º | | Stephan Hilsberg | 7 de octubre de 1989 | 23 de febrero de 1990 | 4 meses y 16 días |                           |
| 4.º                           | 3.º                     | Hans-Jochen Vogel                  | 14 de junio de 1987                | 27 de septiembre de 1990           | 3 años, 3 meses y 13 días  | | Ibrahim Böhme | 23 de febrero de 1990 | 1 de abril de 1990 | 1 mes y 6 días | |                           |
| 4.º                           | 4.º                     | Hans-Jochen Vogel                  | 14 de junio de 1987                | 27 de septiembre de 1990           | 3 años, 3 meses y 13 días  | | Markus Meckel | 1 de abril de 1990 | 9 de junio de 1990 | 2 meses y 8 días | |                           |
| 4.º                           | 5.º                     | Hans-Jochen Vogel                  | 14 de junio de 1987                | 27 de septiembre de 1990           | 3 años, 3 meses y 13 días  | | Wolfgang Thierse | 9 de junio de 1990 | 27 de septiembre de 1990 | 3 meses y 18 días | |                           |
| República Federal de Alemania |                         |                                    |                                    |                                    |                            | | | | | | |                           |
| Presidente/a                  | Presidente/a            | Presidente/a                       | Presidente/a                       | Presidente/a                       | Inicio del mandato         | Inicio del mandato | Inicio del mandato | Fin del mandato | Fin del mandato | Duración del mandato | Duración del mandato | Duración del mandato      |
| 4.º                           |                         | Hans-Jochen Vogel                  | Hans-Jochen Vogel                  | Hans-Jochen Vogel                  | 27 de septiembre de 1990   | 27 de septiembre de 1990 | 27 de septiembre de 1990 | 29 de mayo de 1991 | 29 de mayo de 1991 | 8 meses y 2 días | 8 meses y 2 días | 8 meses y 2 días          |
| 5.º                           |                         | Björn Engholm                      | Björn Engholm                      | Björn Engholm                      | 29 de mayo de 1991         | 29 de mayo de 1991 | 29 de mayo de 1991 | 5 de mayo de 1993 | 5 de mayo de 1993 | 1 año, 11 meses y 7 días | 1 año, 11 meses y 7 días | 1 año, 11 meses y 7 días  |
| -                             |                         | Johannes Rau (interino)            | Johannes Rau (interino)            | Johannes Rau (interino)            | 5 de mayo de 1993          | 5 de mayo de 1993 | 5 de mayo de 1993 | 25 de junio de 1993 | 25 de junio de 1993 | 1 mes y 20 días | 1 mes y 20 días | 1 mes y 20 días           |
| 6.º                           |                         | Rudolf Scharping                   | Rudolf Scharping                   | Rudolf Scharping                   | 25 de junio de 1993        | 25 de junio de 1993 | 25 de junio de 1993 | 16 de noviembre de 1995 | 16 de noviembre de 1995 | 2 años, 4 meses y 21 días | 2 años, 4 meses y 21 días | 2 años, 4 meses y 21 días |
| 7.º                           |                         | Oskar Lafontaine                   | Oskar Lafontaine                   | Oskar Lafontaine                   | 16 de noviembre de 1995    | 16 de noviembre de 1995 | 16 de noviembre de 1995 | 12 de marzo de 1999 | 12 de marzo de 1999 | 3 años, 3 meses y 26 días | 3 años, 3 meses y 26 días | 3 años, 3 meses y 26 días |
| 8.º                           |                         | Gerhard Schröder                   | Gerhard Schröder                   | Gerhard Schröder                   | 12 de marzo de 1999        | 12 de marzo de 1999 | 12 de marzo de 1999 | 21 de julio de 2004 | 21 de julio de 2004 | 5 años, 3 meses y 9 días | 5 años, 3 meses y 9 días | 5 años, 3 meses y 9 días  |
| 9.º                           |                         | Franz Müntefering                  | Franz Müntefering                  | Franz Müntefering                  | 21 de julio de 2004        | 21 de julio de 2004 | 21 de julio de 2004 | 15 de marzo de 2005 | 15 de marzo de 2005 | 8 meses y 24 días | 8 meses y 24 días | 8 meses y 24 días         |
| 10.º                          |                         | Matthias Platzeck                  | Matthias Platzeck                  | Matthias Platzeck                  | 15 de marzo de 2005        | 15 de marzo de 2005 | 15 de marzo de 2005 | 10 de abril de 2006 | 10 de abril de 2006 | 1 año y 26 días | 1 año y 26 días | 1 año y 26 días           |
| 11.º                          |                         | Kurt Beck                          | Kurt Beck                          | Kurt Beck                          | 10 de abril de 2006        | 10 de abril de 2006 | 10 de abril de 2006 | 7 de septiembre de 2008 | 7 de septiembre de 2008 | 2 años, 4 meses y 27 días | 2 años, 4 meses y 27 días | 2 años, 4 meses y 27 días |
| -                             |                         | Frank-Walter Steinmeier (interino) | Frank-Walter Steinmeier (interino) | Frank-Walter Steinmeier (interino) | 7 de septiembre de 2008    | 7 de septiembre de 2008 | 7 de septiembre de 2008 | 18 de octubre de 2008 | 18 de octubre de 2008 | 1 mes y 11 días | 1 mes y 11 días | 1 mes y 11 días           |
| 9.º                           |                         | Franz Müntefering                  | Franz Müntefering                  | Franz Müntefering                  | 18 de octubre de 2008      | 18 de octubre de 2008 | 18 de octubre de 2008 | 13 de noviembre de 2013 | 13 de noviembre de 2013 | 5 años y 26 días | 5 años y 26 días | 5 años y 26 días          |
| 12.º                          |                         | Sigmar Gabriel                     | Sigmar Gabriel                     | Sigmar Gabriel                     | 13 de noviembre de 2013    | 13 de noviembre de 2013 | 13 de noviembre de 2013 | 19 de marzo de 2017 | 19 de marzo de 2017 | 3 años, 4 meses y 6 días | 3 años, 4 meses y 6 días | 3 años, 4 meses y 6 días  |
| 13.º                          |                         | Martin Schulz                      | Martin Schulz                      | Martin Schulz                      | 19 de marzo de 2017        | 19 de marzo de 2017 | 19 de marzo de 2017 | 13 de febrero de 2018 | 13 de febrero de 2018 | 10 meses y 25 días | 10 meses y 25 días | 10 meses y 25 días        |
| -                             |                         | Olaf Scholz (interino)             | Olaf Scholz (interino)             | Olaf Scholz (interino)             | 13 de febrero de 2018      | 13 de febrero de 2018 | 13 de febrero de 2018 | 22 de abril de 2018 | 22 de abril de 2018 | 2 meses y 9 días | 2 meses y 9 días | 2 meses y 9 días          |
| 14.ª                          |                         | Andrea Nahles                      | Andrea Nahles                      | Andrea Nahles                      | 22 de abril de 2018        | 22 de abril de 2018 | 22 de abril de 2018 | 3 de junio de 2019 | 3 de junio de 2019 | 1 año, 1 mes y 11 días | 1 año, 1 mes y 11 días | 1 año, 1 mes y 11 días    |
| Copresidentes                 |                         |                                    |                                    |                                    |                            | | | | | | |                           |
| Presidente/a                  | Presidente/a            | Presidente/a                       | Inicio del mandato                 | Fin del mandato                    | Duración del mandato       | | Presidente/a | Presidente/a | Presidente/a | Inicio del mandato | Fin del mandato | Duración del mandato      |
| -                             |                         | Manuela Schwesig (interina)        | 3 de junio de 2019                 | 10 de septiembre de 2019           | 3 meses y 7 días           | | - | | Thorsten Schäfer-Gümbel (interino) | 3 de junio de 2019 | 1 de octubre de 2019 | 3 meses y 28 días         |
| -                             |                         | Malu Dreyer (interina)             | 3 de junio de 2019                 | 6 de diciembre de 2019             | 6 meses y 3 días           | | | | | | |                           |
| 15.ª                          |                         | Saskia Esken                       | 6 de diciembre de 2019             | 11 de diciembre de 2021            | 5 años, 6 meses y 21 días  | 15.º | | Norbert Walter-Borjans | 6 de diciembre de 2019 | 11 de diciembre de 2021 | 2 años y 5 días |                           |
| 16.º                          | 11 de diciembre de 2021 | Saskia Esken                       | 27 de junio de 2025                | 16.º                               | 5 años, 6 meses y 21 días  | | Lars Klingbeil | 11 de diciembre de 2021 | En el cargo | 3 años, 6 meses y 28 días | |                           |
| 17.ª                          |                         | Bärbel Bas                         | 27 de junio de 2025                | En el cargo                        | 11 días                    | 17.º | Lars Klingbeil | 11 de diciembre de 2021 | En el cargo | 3 años, 6 meses y 28 días | |                           |